# العلاقات الأردنية الكوستاريكية
العلاقات الأردنية الكوستاريكية هي العلاقات الثنائية التي تجمع بين الأردن وكوستاريكا.

## مقارنة بين البلدين
هذه مقارنة عامة ومرجعية للدولتين:
| وجه المقارنة                                              | الأردن                   | كوستاريكا                                 |
| --------------------------------------------------------- | ------------------------ | ----------------------------------------- |
| المساحة (كم2)                                             | 89.34 ألف                | 51.10 ألف                                 |
| عدد السكان (نسمة)                                         | 9.81 مليون               | 4.91 مليون                                |
| الكثافة السكانية (ن./كم²)                                 | 109.81                   | 96.09                                     |
| العاصمة                                                   | عمان                     | سان خوسيه                                 |
| اللغة الرسمية                                             | اللغة العربية            | اللغة الإسبانية                           |
| العملة                                                    | دينار أردني              | كولون كوستاريكي                           |
| الناتج المحلي الإجمالي (بليون دولار)                      | 40.07 مليار              | 57.06 مليار                               |
| الناتج المحلي الإجمالي (تعادل القوة الشرائية) بليون دولار | 82.80 مليار              | 74.98 مليار                               |
| الناتج المحلي الإجمالي الاسمي للفرد دولار أمريكي          | 4.94 ألف                 | 11.26 ألف                                 |
| الناتج المحلي الإجمالي للفرد دولار أمريكي                 | 12.05 ألف                | 14.92 ألف                                 |
| مؤشر التنمية البشرية                                      | 0.748                    | 0.766                                     |
| رمز المكالمات الدولي                                      | +962                     | +506                                      |
| رمز الإنترنت                                              | .jo                      | .cr، قائمة نطاقات المستوى الأعلى للإنترنت |
| المنطقة الزمنية                                           | ت ع م+02:00، ت ع م+03:00 | 00                                        |

## منظمات دولية مشتركة
يشترك البلدان في عضوية مجموعة من المنظمات الدولية، منها:
| علم المنظمة | اسم المنظمة                               | تاريخ انضمام الأردن | تاريخ انضمام كوستاريكا |
| ----------- | ----------------------------------------- | ------------------- | ---------------------- |
|             | الاتحاد البريدي العالمي                   | ?                   | ?                      |
|             | يونسكو                                    | 14 يونيو 1950       | 19 مايو 1950           |
|             | البنك الدولي للإنشاء والتعمير             | 29 أغسطس 1952       | 8 يناير 1946           |
|             | منظمة التجارة العالمية                    | ?                   | ?                      |
|             | وكالة ضمان الاستثمار متعدد الأطراف        | 12 أبريل 1988       | 8 فبراير 1994          |
|             | الاتحاد الدولي للاتصالات                  | 20 مايو 1947        | 13 سبتمبر 1932         |
|             | منظمة الشرطة الجنائية الدولية             | ?                   | ?                      |
|             | مؤسسة التمويل الدولية                     | 20 يوليو 1956       | 20 يوليو 1956          |
|             | الأمم المتحدة                             | 14 ديسمبر 1955      | 2 نوفمبر 1945          |
|             | مؤسسة التنمية الدولية                     | 4 أكتوبر 1960       | 30 يونيو 1961          |
|             | منظمة حظر الأسلحة الكيميائية              | ?                   | ?                      |
|             | المركز الدولي لتسوية المنازعات الاستشارية | 29 نوفمبر 1972      | 27 مايو 1993           |

## وصلات خارجية
- موقع وزارة الخارجية الأردنية
- موقع وزارة الخارجية الكوستاريكية